# Korom Mihály (politikus)

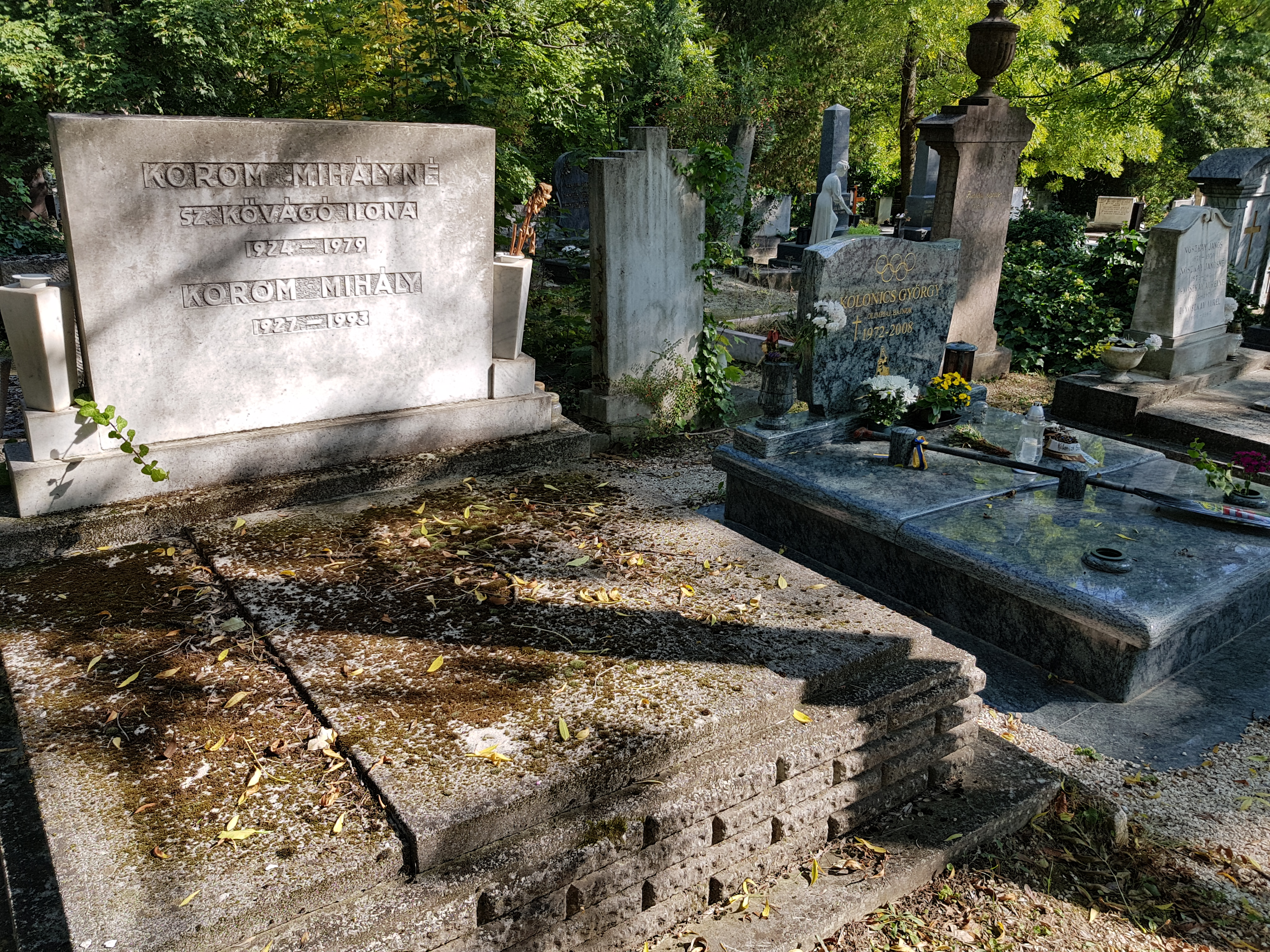
Korom Mihály síremléke a Farkasréti temetőben.

Korom Mihály (Mindszent, 1927. október 9. – Budapest, 1993. október 3.) mezőgazdasági munkás, jogász, politikus (MDP majd MSZMP). 1963 és 1966 között, majd 1978 és 1985 között az MSZMP KB titkára, 1966 és 1978 között igazságügy-miniszter, 1985 és 1989 között pedig az Alkotmányjogi Tanács elnöke volt.
A 80-as években a reformellenes erőkhöz tartozott, a rendszerváltás folyamatának kezdetén, 1989-ben társadalmi nyomásra lemondott országgyűlési mandátumáról.

## Élete
1927-ben született. Édesapját nem ismerte, édesanyja mezőgazdasági cseléd volt. Fiatalkorában mezőgazdasági napszámosként, libapásztorként kereste kenyerét, majd 1945-ben jelentkezett rendőrnyomozónak, ezután a hadsereg, a rendőrség, majd a Belügyminisztérium állományában dolgozott.
1949-ben elvégezte a Rendőrtiszti Főiskolát, később az SZKP politikai főiskoláját, majd jogászként végzett az ELTE-n. 
Fia ifj. dr. Korom Mihály ügyvéd, felesége dr. Kővágó Ilona bíró volt.

## Szakmai munkássága
1951–55 között az MDP KV Belügyi Osztályának politikai munkatársa, 1958–60 között a Belügyminisztérium Politikai Nyomozó Főosztály Vizsgálati Osztályának vezetője, majd 1960 júniusától 3 éven keresztül a magyar Határőrség országos parancsnoka volt.
1962-ben az MSZMP Központi Bizottságának tagjává választották, és e tisztségét egészen 1989-ig megőrizte. 1980. március 27. és 1985. március 28. között az MSZMP Politikai Bizottságának tagja volt. 1963 és 1966. december 6. között, majd 1978. április 20–tól 1985. március 28-ig a KB adminisztratív ügyekért (így a fegyveres testületekért is) felelős titkára, a köztes időszakban pedig 1966. december 7. és 1978. április 19. között igazságügy-miniszter volt a Kállai-, a Fock- és a Lázár-kormányban.
1985 1989 között országgyűlési képviselő, az Alkotmányjogi Tanács elnöke volt.

## Írásai
- Korom Mihály–Pintér István–Szántó György: A tudományos szocializmus és a munkásmozgalom története; Kossuth, Budapest, 1959-1960 (Jegyzet az egyetemi és főiskolai hallgatók számára; 1959–1960.)
- A fasizmus bukása Magyarországon. A népi demokratikus átalakulás feltételeinek létrejötte. 1943–1945; Kossuth, Budapest, 1961
- A Kommunista Párt harca a munkásosztály vezette antifasiszta parasztegység megteremtéséért a második világháború időszakában; Szegedi Ny., Szeged, 1964 (Tudományos szocializmus)
- Az új gazdasági mechanizmus jogszabályainak gyűjteménye, 1-4.; összeáll. Farkas Károly, Szép György, főszerkesztő: Korom Mihály, Gál Tivadar; Közgazdasági és Jogi, Budapest, 1967–1971
- Fegyverrel a fasizmus ellen / Korom Mihály: A magyarországi partizánmozgalom a második világháború idején / Kende István: Kommunista fiatalok a német megszállás idején; Nyomdaipari Szakmunkásképző Intézet Ny., Budapest, 1970
- A Magyar Jogász Szövetség Szövetkezeti Jogász Szakosztály 1. Országos Munkaértekezletének munkaanyaga. Balatonfüred, 1971. okt. 4–6.; Korom Mihály, Fehér Lajos beszédeivel, szerkesztő: Zsohár András; Magyar Jogász Szövetség, Budapest, 1971
- A szövetkezeti törvény; Korom Mihály, Fehér Lajos beszédével; Közgazdasági és Jogi, Budapest, 1971
- A népi demokratikus forradalom győzelme; szerkesztő: Korom Mihály; Városi Tanács, Makó, 1974 (Makó az első felszabadult magyar város)
- Osztályok, pártok és a szövetségi politika néhány kérdése a magyar népi demokratikus forradalomban; szerkesztő: Korom Mihály, Izsák Lajos; s.n., Budapest, 1975 (Tudományos szocializmus füzetek)
- A Hitler-ellenes nemzeti kormány megteremtésének fő kérdései Magyarországon a háború idején; s.n., Budapest, 1975 (Tudományos szocializmus füzetek)
- A magyar népi demokrácia harmincöt évének történetéből; szerkesztő: Izsák Lajos, Korom Mihály; MM, Budapest, 1980 (Tudományos szocializmus füzetek)
- Népi demokráciánk születése. Népi bizottságok és nemzeti összefogás Kelet-Magyarországon 1944 őszén; Hajdú-Bihar megyei Tanács V. B., Debrecen, 1981
- A szocializmus alapjai lerakásának történetéhez; szerkesztő: Korom Mihály; Városi Tanács, Makó, 1981 (Makó az első felszabadult magyar város)
- Magyarország ideiglenes nemzeti kormánya és a fegyverszünet. 1944–1945; Akadémiai, Budapest, 1981
- Kuba Kommunista Pártjának II. kongresszusa. 1980. december 17–20. / Fidel Castro beszámolójával, zárszavával és Korom Mihály felszólalásával; ford. Gulyás András; Kossuth, Bp., 1981
- Magyarország felszabadulásának megindulása. Tanulmányok, dokumentumok; szerkesztő: Korom Mihály, Szeredi Péter; MM Marxizmus-leninizmus Oktatási Főosztály, Budapest, 1982 (Tudományos szocializmus füzetek)
- Az államélet és a szocialista demokrácia kérdéseiről; Kossuth, Budapest, 1982
- Tanulmányok a felszabadulás utáni ifjúsági mozgalmak történetéből; szerkesztő: Korom Mihály, Molnár István, Szeredi Péter; MM Marxizmus-leninizmus Oktatási Főosztály, Budapest, 1983 (Tudományos szocializmus füzetek)
- Összeomlás és újjászületés. Tanulmányok a legújabbkori magyar történelem egyes kérdéseihez; szerkesztő: Korom Mihály, Szeredi Péter; MM Marxizmus-leninizmus Oktatási Főosztály, Budapest, 1984 (Tudományos szocializmus füzetek)
- A népi bizottságok és a közigazgatás Magyarországon, 1944–1945; Kossuth, Budapest, 1984 (Négy évtized sorozat)
- Az ifjúság és politikai szervezeteinek útkeresése a népi demokratikus forradalom első éveiben; szerkesztő: Korom Mihály, Molnár István, Szeredi Péter; MM Marxizmus-leninizmus Oktatási Főosztály, Budapest, 1985 (Tudományos szocializmus füzetek)
- Makó negyven éve szabad. A város felszabadulásának negyvenedik évfordulójára rendezett ünnepi ülés; szerkesztő: Korom Mihály, sajtó alá rend. Tóth Ferenc; Városi Tanács, Makó, 1985 (Várospolitikai füzetek Makó Városi Tanács V. B. Művelődésügyi Osztálya)
- A Német Kommunista Párt VII. kongresszusa. 1984. január 6–8.; beszámoló Herbert Mies, hozzászólás Korom Mihály, ford. Konok István; Kossuth, Budapest, 1984
- A magyar fegyverszünet, 1945; Kossuth, Budapest, 1987 (Négy évtized sorozat)
- Népi demokráciánk történetéhez. Elmélet és megvalósulás; felelős szerkesztő: Simon Péter, szerkesztő: Korom Mihály, Szeredi Péter; ELTE, Budapest, 1988 (Tudományos szocializmus füzetek)